# Леджолихе
Леджолихе (груз. ლეჯოლიხე) — село в Грузии, на территории Цаленджихского муниципалитета края (мхаре) Самегрело-Верхняя Сванетия.

## География
Село находится в западной части Грузии, в междуречье Чанисцкали и Хобисцкали, на расстоянии приблизительно 4 километров (по прямой) к востоку от города Цаленджиха, административного центра муниципалитета. Абсолютная высота — 250 метров над уровнем моря.

## Население
По результатам официальной переписи населения 2014 года, в Леджолихе проживало 210 человек (94 мужчины и 116 женщин). В национальной структуре населения грузины составляли 99,5 %, абхазы — 0,5 %.
| Год  | Население, человек |
| ---- | ------------------ |
| 2002 | 500                |
| 2014 | ↘ 210              |